# 캔터베리 박물관

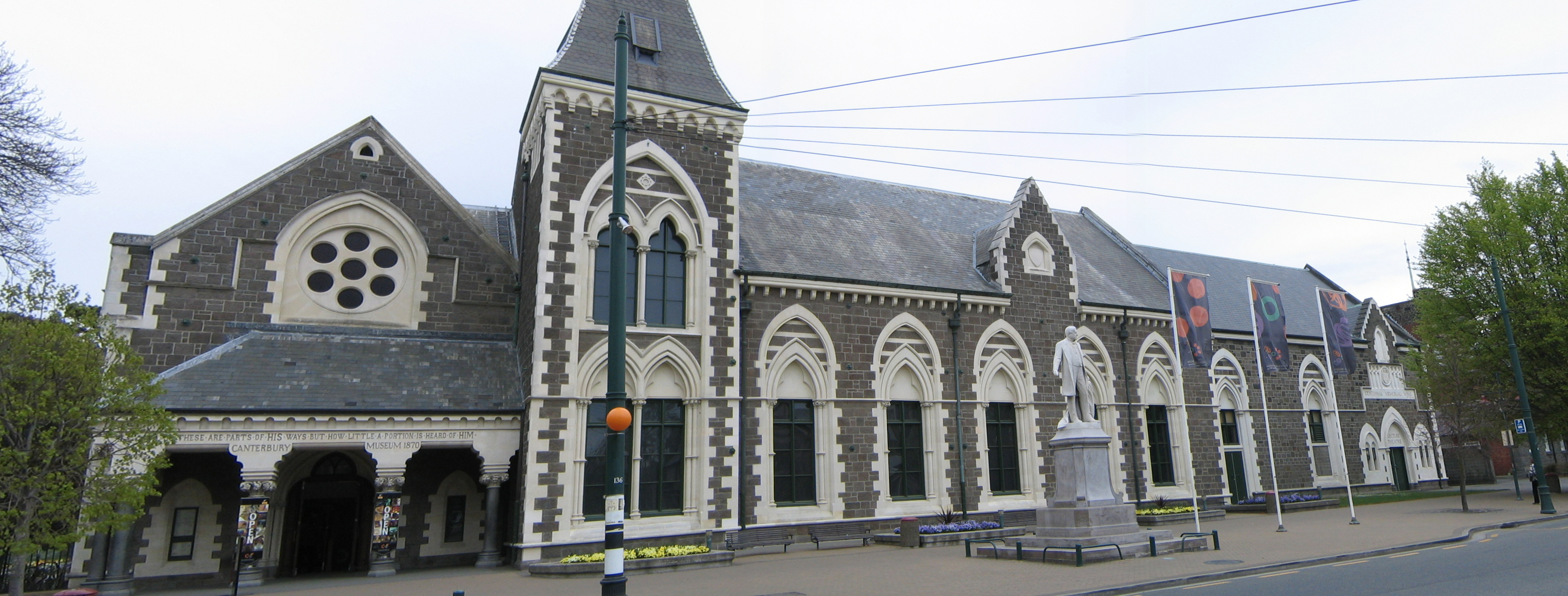
캔터베리 박물관

캔터베리 박물관(Canterbury Museum)은 뉴질랜드 남섬 크라이스트처치에 있는 박물관이다.

## 개요
1867년 개관했으며, 크라이스트처치의 주요 관광명소이기도 하다. 네오고딕 양식의 건물로 캔터베리 지방의 개척의 역사, 마오리 문화, 유럽이민자들의 역사 등을 역사적인 자료와 함께 전시한 박물관이다. 남극의 관문이기도한 크라이스트처치의 역사, 남극 탐험에 관한 자료와 조사 표본도 전시하고 있다. 한때 뉴질랜드의 국조 키위와 멸종한 거조 모아 등 희귀 조류 박제도 전시하고 있다.
입장은 무료이며, 입관 시 기부금을 호소하고 있다. 해글리 공원에 인접하고 크라이스트처치 아트 센터 맞은 편에 위치한다.

## 갤러리

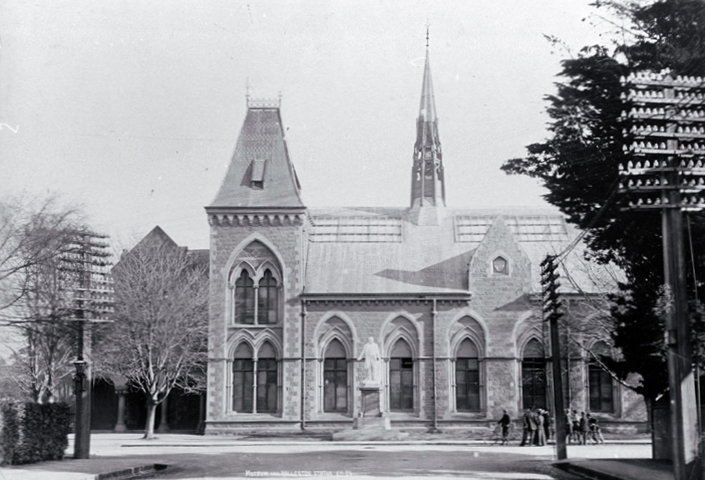
벤자민 마운트포트가 설계하고 1882년 완공된 건물.
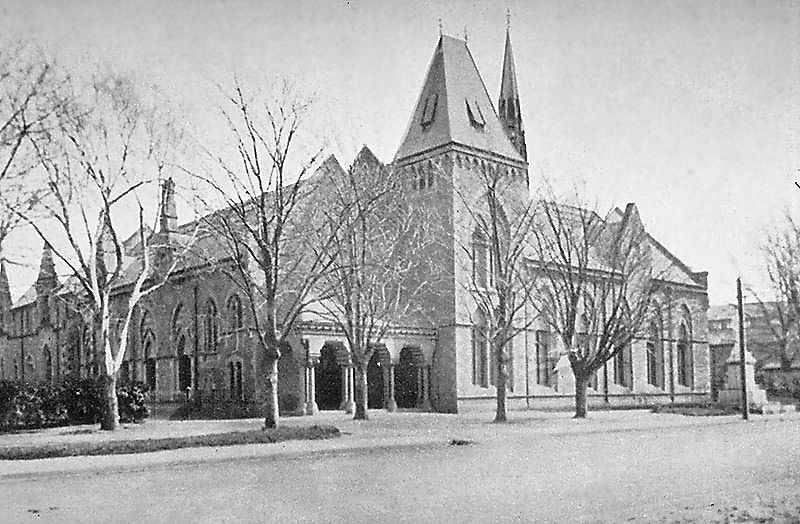
준공 당시의 건물